# Ercan Kesal

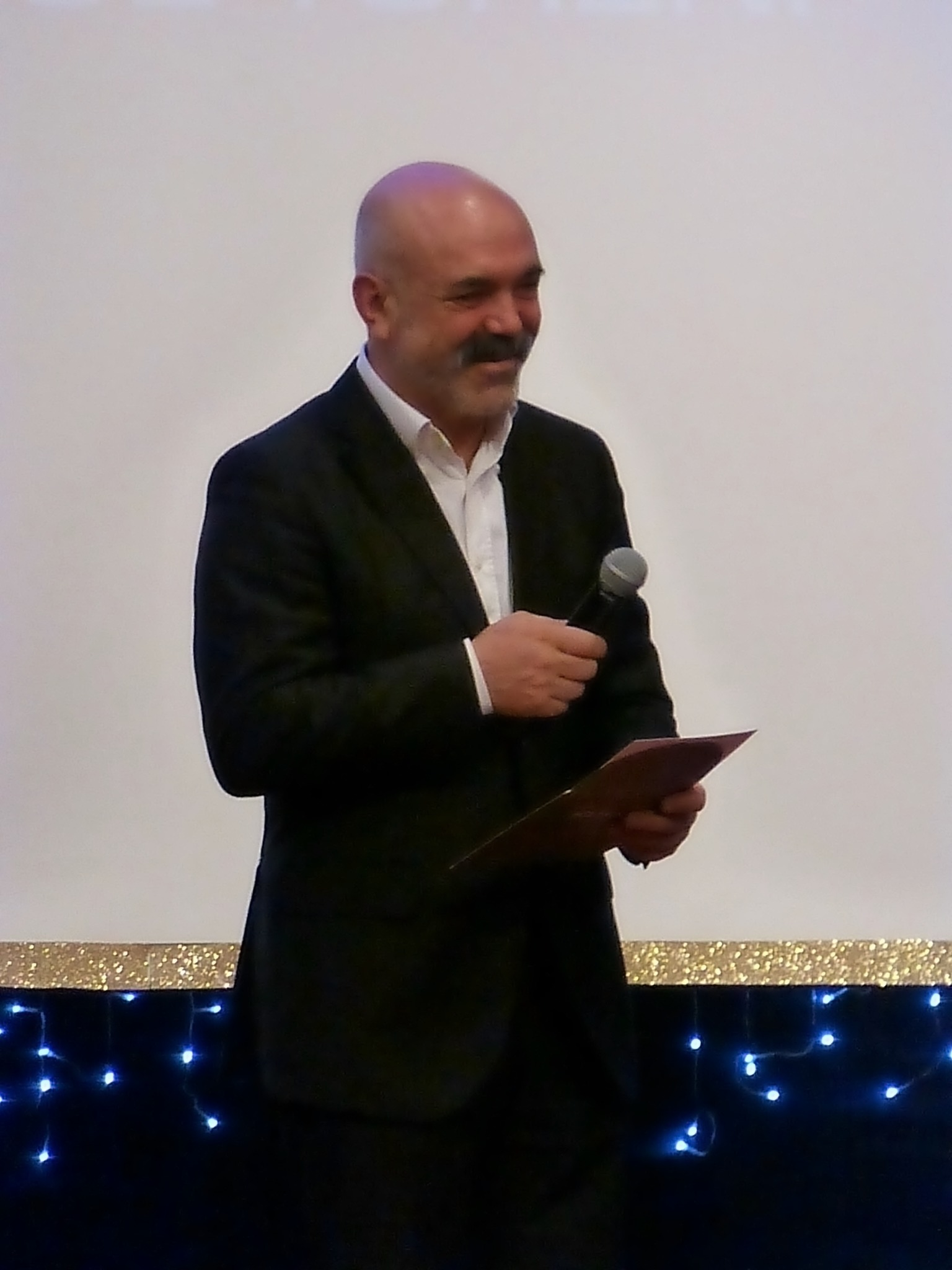
Ercan Kesal

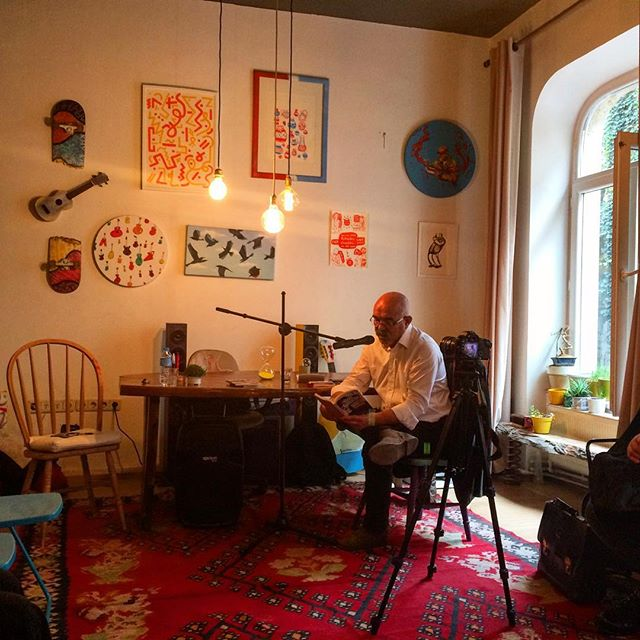
Ercan Kesal bei der Einführung seines Buches "Peri Gazozu"

Ercan Kesal (* 1959 in Avanos, Türkei) ist ein türkischer Arzt und Schauspieler.

## Medizinischer Werdegang
1984 absolvierte Ercan Kesal die medizinische Fakultät der Ege Universität. Er arbeitete anschließend als Arzt in den Krankenhäusern von Keskin und Bala, ging dann in den privaten Krankenhaussektor.

## Filmischer Werdegang
Erstmals trat er als Schauspieler im Film Uzak von Nuri Bilge Ceylan auf. Zusätzlich zu einer Nebenrolle im Film Es war einmal in Anatolien wirkte er auch am Drehbuch mit, gemeinsam mit Nuri Bilge Ceylan und dessen Frau Ebru Ceylan.

## Bücher
Seine Bücher Peri Gazozu (2013) und Nasipse Adayiz (2015) wurden bei Iletisim Yayinlari veröffentlicht.

## Filmografie
- 2002: Uzak – Weit (Uzak), Regie: Nuri Bilge Ceylan
- 2008: Drei Affen (Üç Maymun), Regie: Nuri Bilge Ceylan
- 2009: Vavien, Regie: Yağmur Taylan, Durul Taylan
- 2010: Albatrosun Yolculu, Regie: Cengis Temuçin Asiltürk
- 2010: Es war einmal in Anatolien (Bir Zamanlar Anadolu'da), Regie: Nuri Bilge Ceylan
- 2012: Mold (Küf), Regie: Ali Aydın
- 2012: Hükümet Kadın, Regie: Semiyan Midyat
- 2013: Yozgat Blues, Regie: Mahmut Fazıl Coşkun
- 2013: Thou Gild'st the Even (Sen Aydınlatırsın Geceyi), Regie: Onur Ünlü
- 2013: Ben de Özledim (Fernsehserie, Folge Hirka), Regie: Onur Ünlü
- 2013: Hükümet Kadın 2, Regie: Sermiyan Midyat
- 2014: I´m not him (Ben O Değilim), Regie: Tayfun Pirselimoğlu
- 2016: İçerde (Fernsehserie, 3 Folgen), Regie: Uluç Bayraktar
- 2017: Die Hölle – Inferno, Regie: Stefan Ruzowitzky
- 2017: Cukur - Ay Yapim
- 2021: Love Me Instead (Çok Sev Beni)
- 2022: Aldatmak (Fernsehserie), Regie: Murat Saraçoğlu
- 2023: Son Hasat
- 2025: The Things You Kill

## Auszeichnungen
- 2009: Yeşilçam Auszeichnungen, 2009, Bestes Drehbuch; Drei Affen (Üç Maymun)
- 2009: 14. Sadri Alışık Auszeichnungen, Bester Nebendarsteller; Drei Affen (Üç Maymun)
- 2011: 1. Yeşilçam Academy Award, Bestes Drehbuch; Es war einmal in Anatolien (Bir Zamanlar Anadolu'da)
- 2011: 44. SIYAD Turkish Film Critics Association Award, Bestes Drehbuch (zusammen mit Ebru Ceylan, Nuri Bilge Ceylan); Es war einmal in Anatolien (Bir Zamanlar Anadolu'da)[3]
- 2011: 44. SIYAD Turkish Film Critics Association Award, Bester Nebendarsteller; Es war einmal in Anatolien (Bir Zamanlar Anadolu'da)
- 2011: Nominierung Asia Pacific Screen Awards, Kategorie Bestes Drehbuch (zusammen mit Ebru Ceylan, Nuri Bilge Ceylan); Es war einmal in Anatolien (Bir Zamanlar Anadolu'da)[4].
- 2013: 32. International Istanbul Film Festival, Bester Schauspieler; Yozgat Blues[5].
- 2013: 20. Adana Film Festival, Bester Schauspieler; Yozgat Blues[6]
- 2013: 21. Art Film Fest Slowakei, Bester Schauspieler; Mold (Küf)[7]

## Werke
- Peri Gazozu İletişim Verlag, İstanbul, 2013, ISBN 978-975-05-1201-8
- Evvel Zaman İthaki Verlag, İstanbul, 2014, ISBN 978-605-375-378-0
- Nasipse Adayız İletişim Verlag, İstanbul, 2015, ISBN 978-975-05-1844-7
- Cin Aynası İletişim Verlag, İstanbul, 2016, ISBN 978-975-05-2035-8